# Lucas Gutiérrez
Lucas Gutiérrez (1981)  es un periodista, escritor, activista LGBT, activista en respuesta al VIH y sida y performer argentino.

## Biografía
Lucas Gutiérrez, también conocido como Lucas Fauno, nació en 1981 en Villa Maipú, Buenos Aires.
Cofundó la Revista Waska, su primer proyecto autogestivo, un espacio lúdico y profesional cuya experiencia moldeó su esencia periodística.
Es cronista en varios medios como Agencia Presentes, Página/12, Clarín, BuzzFeed, columnista de Armas de destrucción pasiva en Futurock, columnista especializado en sexualidades en #TuMuch (Much Music Latinoamérica) y como productor del Ciclo Positivx! en Casa Brandon, entre otros. Trabajó en AM Splendid. También ha brindado charlas Tedx y participado de iniciativas de Wikimedia Argentina sobre derechos humanos y entornos digitales.
Es guionista de la historieta Bicho y yo, realizado en conjunto con el dibujante Jon Amarillo. El cómic ofrece una representación personal de la vida con VIH, narrando la convivencia entre Fauno, alter ego de Lucas Gutiérrez, con Bicho, una personificación del virus. La obra busca transformar la noción estigmatizante del "bicho" como una parte integral de la vida del protagonista. Bicho y yo fue publicada semanalmente por Agencia Presentes durante el 2018.

(..) Cuando se me ocurrió hacer Bicho y yo, lo llamé a Jon Amarillo que es el ilustrador y uno de los co-creadores, sin duda, con su estilo. Lo que hicimos fue trabajar la manera de hacer que cualquiera lo lea, porque si yo vengo y te digo "che hablemos de VIH", dudo que te interese mucho sentarte a escuchar.
Lucas Gutiérrez, 2020

## Vida personal

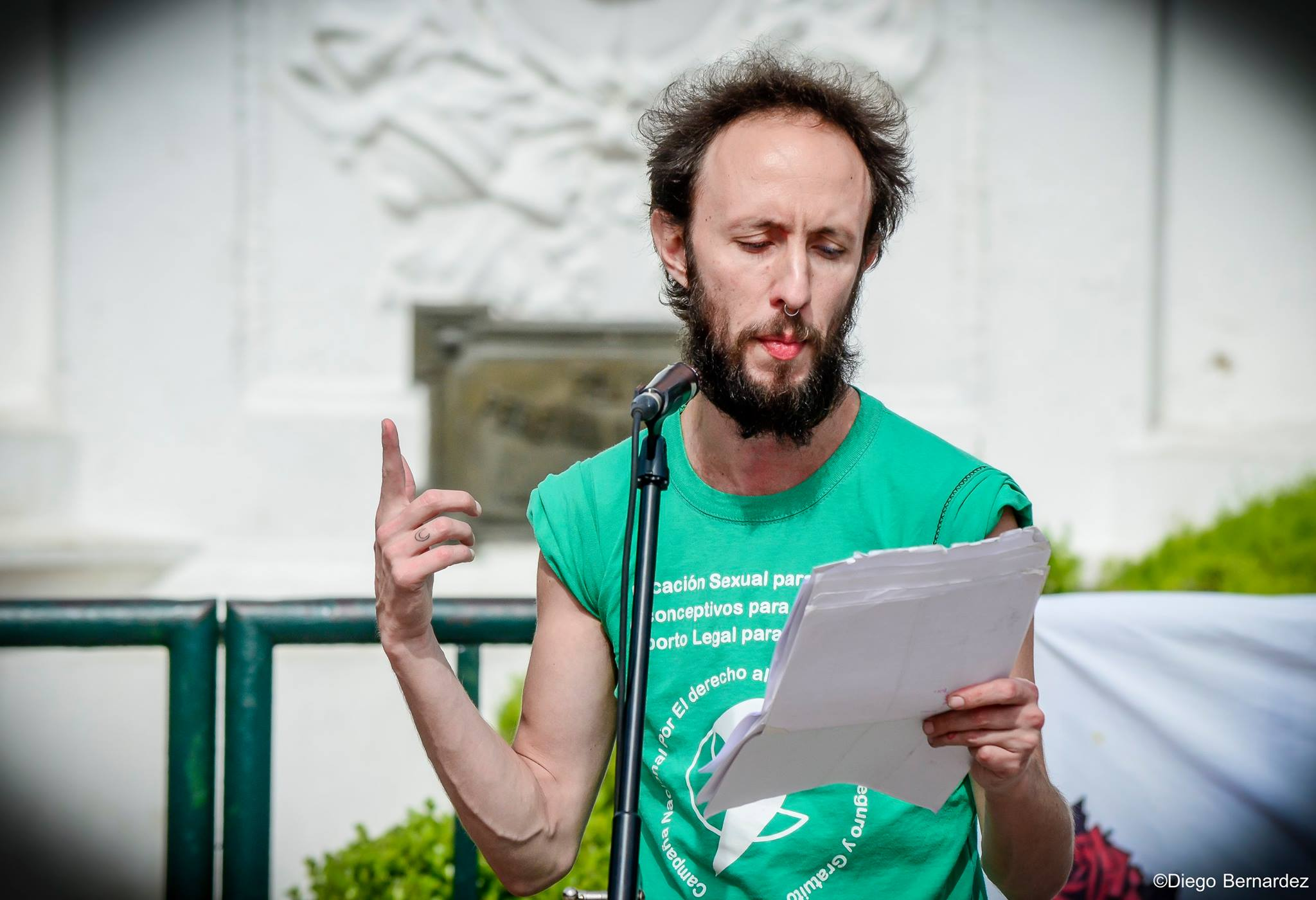
Lucas Gutiérrez en la Marcha de las Putas del 2016

En 2008 fue diagnosticado con VIH positivo, momento en el que refiere haber sentido soledad y falta de información:

(...) Cuando a mí me dieron el diagnóstico positivo, me di cuenta que no sabía nada, que no tenía a ninguna persona VIH positiva cerca, que no tenía a quién preguntarle, que no tenía más referentes que Tom Hanks en “Philadelphia”. Imaginate lo que es crecer en un mundo donde no te encontrás, donde no existís y solamente existís para morirte, para ser villano o para ser lo peor. Así llego yo a mi diagnóstico VIH positivo. Me acuerdo que en ese momento fue una inmensa soledad.

Desde entonces, ha dedicado su vida a combatir el estigma asociado al VIH y a abogar por la actualización de la ley de VIH de 1990 en Argentina. A través de su activismo, trabaja para desmitificar el virus y proporcionar apoyo a otras personas, enfatizando la importancia de la educación y la prevención, así como la necesidad de informar y apoyar a quienes ya viven con el virus.

## Obras

### Literatura
- Clítoris: relatos gráficos para femininjas. (2017)[21] Prólogo. ISBN 978-987-4164-04-9

- Historieta LGBTI. (2017)[22] Guión. ISBN 978-987-1912-72-8

- Bicho y yo. Guión.

### Obras en colaboración
- Queerentena. Escrituras escurridizas para la liberación de los cuerpos en cuarentena. (2020)[23]

- Pepe Espaliú. Visibilidad, experiencias y construcciones culturales en torno al VIH. (2023)[24] ISBN 9788412045994

### Teatro
- Fanzine # 1. (2018) (Actor)[25]
- Vih(vo) Relatos Escénicos sobre el vivir positivo (+). (2019) (Dramaturgo)[26]
- Pipipalooza + pipipalooza after party. (2022) (Artista invitado)[27]

## Premios y reconocimientos
- 1° Slam de Poesía Oral de Capital. Ganador.[28]
- 2° Slam de Poesía Oral de Capital (2011). Ganador.[28]